# Carlos Banteux
Carlos Banteux Suárez (Santiago de Cuba, 13 de outubro de 1986) é um boxista cubano que representou seu país nos Jogos Olímpicos de Verão de 2008, realizados em Pequim, na República Popular da China. Competiu na categoria meio-médio onde conseguiu a medalha de prata após perder a luta final para o cazaque Bakhyt Sarsekbayev por pontos (18–9).